# 圣玛丽亚-德洛斯卡瓦列罗斯
圣玛丽亚-德洛斯卡瓦列罗斯（西班牙語：Santa María de los Caballeros）是西班牙卡斯蒂利亚-莱昂阿维拉省的一个市镇。总面积22平方公里，总人口127人（2001年），人口密度6人/平方公里。